# Эдлер
Эдлер (эдлер фон, нем. Edler; от немецкого слова «edel» — «благородный»), до 1919 года — фамильная приставка (предикат) в австро-венгерских и германских дворянских титулах, ниже рыцарского (Ritter), но выше дворянского звания без титула с одним лишь «фон» перед фамилией. Обычно жаловался гражданским подданным и военным офицерам, а также тем, кому присваивалась вторая степень ордена. Женский вариант титула — эдле (эдле фон).
Изначально, в Средние века, в дворянском сословии состояли преимущественно владельцы фьефов (феодов) — передаваемых по наследству поместий, обрабатываемых зависимыми крестьянами. Поэтому дворян в Западной Европе зачастую именовали по поместью, которым они владели. Так, владелец замка Фолькенштайн становился «риттером» или «графом» «фон Фолькенштайном».  
Эта традиция была довольно прочна, поэтому в дальнейшем, даже когда патент на дворянство вручался за заслуги чиновнику, не имевшему фьефа, его именование должно было выглядеть, как именование по территории. В связи с этим для безземельных дворян создали формулу «эдлер фон X», где «X» могло быть названием места, но чаще всего — фамилией. Примером употребления частицы может служить имя Иосиф Драгинда, эдлер фон Драгинда. Его жена может титуловаться, к примеру, Йоханна Драгинда, эдле фон Драгинда.